# Coracina holopolia
El oruguero de las Salomón (Coracina holopolia) es una especie de ave paseriforme en la familia Campephagidae. Se encuentra amenazado por pérdida de hábitat.

## Distribución y hábitat
Se lo encuentra en Papúa Nueva Guinea y las islas Salomón. Su hábitat natural son los bosques bajos húmedos subtropicales o tropicales.